# The John Dalli Mystery
|  | Denne artikel er oprettet af botten Steenthbot ud fra en ekstern database. Den kan derfor have sproglige fejl eller mangler. Denne skabelon kan fjernes efter kontrol af indholdet. |

The John Dalli Mystery er en dansk dokumentarfilm fra 2017 instrueret af Jeppe Rønde.

## Handling
For otte år siden forsøgte Mads Brügger og Mikael Bertelsen at opklare mordet på en EU-embedsmand i 1993. Et projekt, der endte i en blindgyde. I håb om genoprejsning ovenpå det gamle nederlag beslutter de to sig for at rejse til Malta for at undersøge en speget sag om den tidligere sundhedskommisær i EU, John Dalli, der blev fyret under mistanke om at være i lommen på tobaksindustrien. Og snart begynder tegnene på en omfattende konspiration at vise sig mod den – på overfladen! – sympatiske Dalli. Men da en hemmelig kilde kontakter ham med beviser for planer om mord, bliver det alvor for den danske duo.

## Medvirkende
- Mikael Bertelsen
- Mads Brügger